# Suleyman Rustam
Suleyman Rustam (en azéri : Süleyman Əliabbas oğlu Rüstəmzadə), né le 12 mars 1906 à Novkhani et mort le 10 juin 1989 à Bakou, est un poète et dramaturge soviétique azerbaïdjanais.

## Biographie

### Éducation
Avant la révolution[Laquelle ?], Suleyman Rustam étudie à l'école russo-tatare[Où ?], dont le directeur Suleyman Sani Akhundov éveille en lui l'intérêt pour la littérature.
Après l'école, il entre à l'école électrotechnique de Bakou, puis à la faculté des langues orientales de l'Université d'État d'Azerbaïdjan. En 1929, il poursuit ses études à la faculté de littérature et d'art de l'Université d'État de Moscou. 

### Carrière
Depuis 1937, il travaillait comme directeur du Théâtre dramatique d'État d'Azerbaïdjan. En 1971-1989, il est nommé président du Conseil suprême de la RSS d'Azerbaïdjan. 
Suleyman Rustam n'était pas seulement poète, mais aussi traducteur. Il traduit dans sa langue maternelle La trésorerie de secrets de Nizami (avec Abbasali Sarovlu), les œuvres d'Ivan Krylov, Alexandre Griboïedov, Alexandre Pouchkine, Mikhaïl Lermontov, Nikolaï Nekrassov et d'autres. Les œuvres de Suleyman Rustam ont été traduites en d'autres langues[Lesquelles ?]. Il travaillait également comme rédacteur en chef du Journal littéraire[Lequel ?]. Lauréat de nombreux prix prestigieux de l'Azerbaïdjan et de l'URSS, il dédiait ses œuvres aux héros de l'époque, aux ouvriers, à l'héroïsme pendant la Grande Guerre patriotique, au courage et au dévouement des gens ordinaires, événements significatifs dans la vie de l'Azerbaïdjan. Des dizaines de poèmes du poète sont mis en musique. Ses gazelles[Quoi ?], qui correspondent parfaitement à l'ambiance des mughams, donnent beaucoup de joie à ses amateurs

## Œuvres
L'une de ses œuvres les plus connues est la pièce de théâtre Gatchag Nabi, créée en 1939-1940. Le poète y a utilisé des contes folkloriques, les a développés et approfondis socialement et historiquement, et a donné à la pièce un sens moderne. Son premier recueil de poésie De la tristesse à la joie est publié en 1927. Le recueil de la série Bibliothèque de la poésie soviétique voit le jour en 1958. Le recueil de vers Les vers de fer apparaît en 1982.

## Récompenses et prix
- Prix Staline du deuxième degré (1950) - pour le recueil de poèmes Deux rives (1949)
- Héros du travail socialiste (15 juin 1976)
- Trois Ordres de Lénine (15 juin 1976)
- Deux Ordres de la bannière rouge
- Ordre de l'Amitié des peuples (16 novembre 1984)
- Poète populaire de la RSS d'Azerbaïdjan (1960)
- Artiste d'art émérite de la RSS d'Azerbaïdjan (1943)
- Prix d'État de la RSS d'Azerbaïdjan